# Штеттінсько-Ростоцька операція

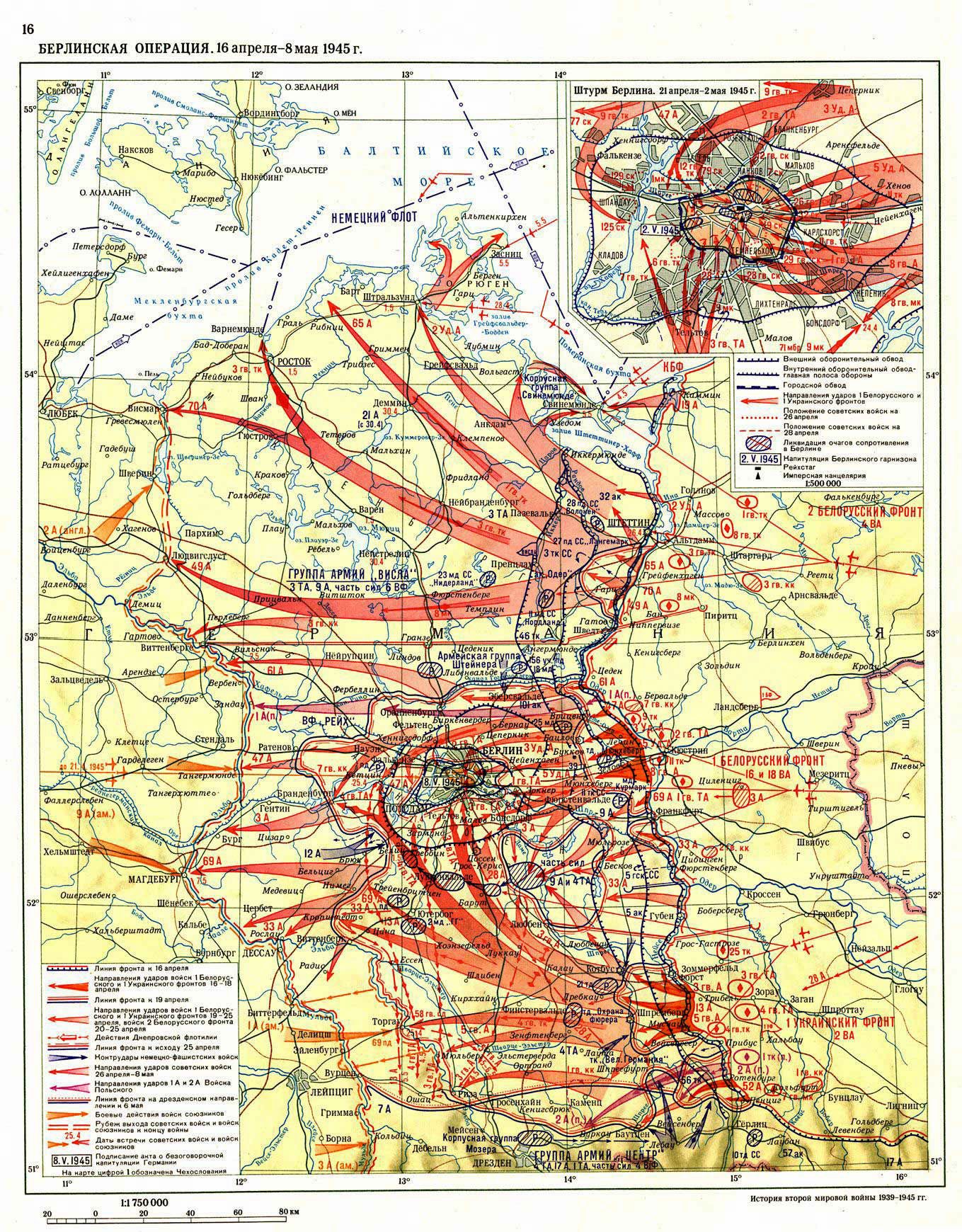
Берлінська операція, в ході якої відбувалася Штеттінсько-Ростоцька операція

Штеттінсько-Ростоцька операція (нім. Stettin-Rostocker Operation, рос. Штеттинско-Ростокская операция) — фронтова наступальна операція радянських військ 2-го Білоруського фронту, складова частина стратегічної Берлінської наступальної операції, що проводилася 20 квітня — 5 травня 1945 року. У ході проведення наступу війська 2-го Білоруського фронту розгромили формування німецької 3-ї танкової армії на півночі Німеччини і вийшли на рубіж Штральзунд-Росток у Західній Померанії, у Мекленбурзі перед Шверіном і в північному Бранденбурзі на лінії Вітшток-Віттенберге та з'єдналися з військами 21-ї групи армій союзників фельдмаршала Бернарда Монтгомері.

## Історія

### Передумови
Після ліквідації східно-померанського угруповання вермахту війська фронту Рокосовського були перекинуті на захід, у напрямку на Штеттін та Росток, щоб взяти участь у Берлінській наступальній операції. Частина сил 2-го Білоруського фронту залишалася на сході для розгрому групи противника, що оборонялася на косі Путцигер-Нерунг північніше Гданська (19-та армія), й оборони балтійського узбережжя до Одеру. Головне угруповання фронту зосереджувалося на ділянці Альтдамм — Шведт.
Радянські війська повинні були завдати удару північніше Берліна, відсікаючи північний фланг берлінського угруповання і прикриваючи 1-й Білоруський фронт від удару 3-ї танкової армії вермахту з цього флангу. Знищити німецькі війська на північ від німецької столиці, виходять до узбережжя Балтики. На момент отримання наказу на проведення наступальної операції 2-й Білоруський фронт, по суті, ще завершував бойові дії у Східній Померанії. Війська Рокосовського, які щойно наступали у східному напрямку, треба було розгорнути на захід, щоб форсованим маршем подолати 300—350 км. Необхідно було перекинути сотні тисяч людей, тисячі гармат, танків та іншої техніки, десятки тисяч тонн боєприпасів, різного військового майна для зосередження на визначеному відтинку фронту.
10 квітня командувач фронтом К. К. Рокоссовський провів рекогносцировку району майбутнього наступу. Виявилося, що заплава між двома рукавами Одеру затоплена, утворюючи суцільний водний простір шириною 5 км, який, проте, через мілководдя непереборний для човнів. Вирішили форсувати річку на максимально широкій ділянці трьома арміями відразу, негайно перекидаючи вздовж фронту туди, де позначатиметься успіх; для подолання заплави планувалося використовувати наявні там залишки напівзруйнованих дамб.
13-17 квітня війська 2-го Білоруського фронту змінили частини 1-го Білоруського фронту і почали готуватися до наступу. Радянським військам протистояла корпусна група «Свинемюнде» під командуванням генерала Фрейліха, і 3-тя танкова армія під командуванням генерал-полковника фон Мантойффеля.

### Склад сторін

#### СРСР
- 2-й Білоруський фронт (командувач маршал Радянського Союзу Рокоссовський К. К.)
  - 19-та армія (командувач генерал-лейтенант Романовський В. З.)
    - 40-й гвардійський стрілецький корпус
    - 134-й стрілецький корпус

  - 2-га ударна армія (командувач генерал-полковник Федюнинський І. І.)
    - 108-й стрілецький корпус
    - 98-й стрілецький корпус
    - 116-й стрілецький корпус

  - 65-та армія (командувач генерал-полковник Батов П. І.)
    - 105-й стрілецький корпус
    - 46-й стрілецький корпус
    - 18-й стрілецький корпус
    - 1-й гвардійський танковий корпус (з 22 квітня 1945)
    - 37-ма гвардійська стрілецька дивізія

  - 70-та армія (командувач генерал-полковник Попов В. С.)
    - 96-й стрілецький корпус
    - 47-й стрілецький корпус
    - 114-й стрілецький корпус
    - 3-й гвардійський танковий корпус
    - 3-й гвардійський кавалерійський корпус

  - 49-та армія (командувач генерал-полковник Гришин І. Т.)
    - 70-й стрілецький корпус
    - 121-й стрілецький корпус
    - 8-й гвардійський механізований корпус

  - 4-та повітряна армія (командувач генерал-полковник авіації Вершинін К. А.)

#### Німеччина
- 3-тя танкова армія (командувач генерал танкових військ Гассо фон Мантойффель)
  - XXXII армійський корпус (командир генерал від інфантерії Фрідріх-Август Шак)
  - Корпус «Одер» (командир СС-обергрупенфюрер і генерал Ваффен-СС Еріх фон дем Бах)
  - XXXXVI танковий корпус (командир генерал від інфантерії Мартін Гарайс)
  - III Германський танковий корпус СС (командир СС-бригадефюрер та генерал-майор Ваффен-СС Йоахім Циглер)
  - 18-та панцергренадерська дивізія (командир генерал-майор, доктор Йозеф Раух)
  - 15-та гренадерська дивізія СС (1-ша латвійська) (командир СС-бригадефюрер та генерал-майор Ваффен-СС Карл Бурк)
- Корпусна група «Свінемюнде» (командир генерал-лейтенант Йон Ансат)

### Хід битви
Вночі 16 квітня перші окремі радянські підрозділи захопили греблі у заплаві Одера. У наступні дні туди поступово перекидалися війська. Усю ніч із 19 на 20 квітня радянська авіація бомбила німецьку оборону. Щоб ввести противника в оману, демонструвалася підготовка до форсування річки північніше Штеттіна. Вранці 20 квітня форсування розпочали війська трьох ударних армій. 65-та армія першою захопила плацдарм на західному березі, на якому тут же почали зосереджуватися війська, що перевозилися поромами на протилежний берег. З 9 години ранку різко покращилася погода, що дозволило підключитися до битви радянської авіації, яка відігнала в морі німецькі кораблі, що обстрілювали десантників. Вже до 13-ї години дня на ділянці 65-ї армії діяло дві 16-тонні поромні переправи.
Ознайомившись із обстановкою, К. К. Рокоссовський вирішив скористатися однією з переправ 65-ї армії для перекидання на західний берег Одера 2-ї ударної армії з метою обходу Штеттіна з півдня та заходу.
Військам 70-ї армії також вдалося захопити плацдарм, проте 49-та армія успіху не досягла: розвідка прийняла за західне русло Одера один із численних каналів, і вся артпідготовка припала на порожнє місце, залишивши німецьку оборону непридушеною.
21 квітня тривали бої за розширення плацдармів. 49-ій армії також вдалося перекинути на західний берег Одера незначну частину своїх військ, але було очевидно, що особливих перспектив вони не мають. Було ухвалено рішення постаратися прикувати до цих ділянок якнайбільше німецьких військ і не дати противнику можливості перекинути на інший відтинок фронту, а основний удар завдати на правому фланзі з плацдарму 65-ї армії. До 25 квітня частини 65-ї та 70-ї армії просунулися вперед до 8 км.
25 квітня радянські війська, відбивши німецькі контратаки, силами трьох корпусів 65-ї армії розгорнули наступ у західному напрямку. До вечора оборона вермахту була прорвана на 20-кілометровому фронті, при цьому були розгромлені не тільки війська, що оборонялися тут, а й перекинуті сюди резерви.
26 квітня війська 65-ї армії штурмом оволоділи Штеттіном, куди Рокоссовський одразу переніс свій командний пункт, прорвали оборону противника на річці Рандів і рушили на північний захід. 27 квітня наступ продовжувався. 2-га ударна армія, очистивши від сил противника острів Грістів, своїм правим флангом підійшла до Свинемюнде. Головні її сили, діючи вздовж південного берега Штеттинської гавані, просувалися в напряму Анклам, Штральзунд. Паралельно вони знищували частини штеттинського гарнізону, що відходили в північному напрямку, і підрозділи 4-го полку «Померанія», що оборонялися північніше Штеттіна.
3 травня 3-й гвардійський танковий корпус на південний захід від Вісмара з'єднався з передовими частинами 2-ї британської армії лейтенант-генерала Майлза Демпсі.
4 травня війська 70-ї, 49-ї армій, 8-го механізованого та 3-го гвардійського кавалерійського корпусів також вийшли на розмежувальну лінію з союзниками. Частини 19-ї армії та 2-ї ударної армії ще добу вели бої — очищали від противника острова Волін, Узедом та Рюген.
18-та стрілецька дивізія 132-го стрілецького корпусу 19-ї армії 2-го Білоруського фронту здійснила висадку десанту на данський острів Борнгольм.